# 곽도원
곽도원(본명: 곽병규, 1973년 5월 17일~)은 대한민국의 배우이다.
다리에 장애를 가진 예비역 육군 중사 아버지와 지체장애 어머니 밑에서 어린 시절을 보냈다. 그는 1992년 창극배우로 첫 데뷔를 하면서 극단에서 연기를 시작했다. 2003년부터 단역, 조연으로 영화에 출연했으며 2009년에는 드라마에도 꾸준히 출연하였다. 2012년 개봉했던 영화 《범죄와의 전쟁: 나쁜놈들 전성시대》에서 조범석 역을 맡아 열연하면서 인지도를 높였고 같은 해 드라마 《유령》에서도 명품 조연으로서 대중들의 사랑을 받았다. 2013년 영화 《베를린》에서 차갑고 날카로운 조사관 역을 맡았고 그해 개봉한 영화인 《변호인》에서 악랄한 악역인 차동영 역으로 명품 배우로 자리매김했다. 이후 꾸준히 존재감 있는 연기를 선보였고 2016년 개봉한 영화 《곡성》에서는 주연으로서의 가능성을 보여주었다.
2022년 9월, 제주에서 음주운전 면허취소치로 적발되었다.

## 필모그래피

### 드라마
| 연도 | 방송사 | 제목          | 역할      | 비고     |
| ---- | ------ | ------------- | --------- | -------- |
| 2009 | E채널  | 기담전설      | 정윤석    |          |
| 2010 | EBS1   | 미스터 M      | 하나 아빠 |          |
| 2011 | EBS1   | 울엄마 오드리 | 기태      |          |
| 2012 | SBS    | 유령          | 권혁주    |          |
| 2013 | KBS2   | 굿 닥터       | 강현태    |          |
| 2013 | SBS    | 수상한 가정부 | 고민국    | 특별출연 |
| 2022 | ENA    | 구필수는 없다 | 구필수    |          |

### 영화
| 연도 | 제목                             | 역할                                 | 비고           | 감독                                           |
| ---- | -------------------------------- | ------------------------------------ | -------------- | ---------------------------------------------- |
| 2003 | 여섯 개의 시선                   | 역도부 감독                          |                | 임순례, 여균동, 박찬욱, 박광수, 정재은, 박진표 |
| 2003 | 오구                             | 병규                                 |                | 이윤택                                         |
| 2007 | 비만 가족                        | 곽 서방                              |                |                                                |
| 2007 | 열정 가득한 이들                 | 방송 PD / 감독                       |                |                                                |
| 2008 | 좋은 놈, 나쁜 놈, 이상한 놈      | 귀시장파 부두목                      |                | 김지운                                         |
| 2008 | 저스트 키딩                      | 약사                                 |                |                                                |
| 2009 | 지금, 이대로가 좋아요            | 트럭 기사 1 / 라디오 진행남 (목소리) |                | 부지영                                         |
| 2009 | 마더                             | 숯불맨                               |                | 봉준호                                         |
| 2009 | 핸드폰                           | 형사과장                             |                | 김한민                                         |
| 2009 | 진위                             | 진위 형                              |                |                                                |
| 2009 | 병든 닭들의 사랑, 가난해도...    | 김 사장                              |                |                                                |
| 2009 | 위대한 선수                      | 이동식                               |                |                                                |
| 2010 | 아저씨                           | 김 형사                              |                | 이정범                                         |
| 2010 | 심야의 FM                        | 장석현 기자                          |                | 김상만                                         |
| 2010 | 황해                             | 김승현 교수                          |                | 나홍진                                         |
| 2010 | 히어로                           | 체육 선생                            |                | 김홍익                                         |
| 2011 | 플레이                           | 녹음실 엔지니어                      |                | 남다정                                         |
| 2011 | 헤드                             | 정 선배                              |                | 조운                                           |
| 2011 | 이웃死촌                         |                                      |                |                                                |
| 2012 | 범죄와의 전쟁: 나쁜놈들 전성시대 | 조범석                               |                | 윤종빈                                         |
| 2012 | 러브픽션                         | 황 감독                              |                | 전계수                                         |
| 2012 | 점쟁이들                         | 심인 스님                            |                | 신정원                                         |
| 2012 | 회사원                           | 권종태                               |                | 임상윤                                         |
| 2013 | 베를린                           | 청와대 조사관                        |                | 류승완                                         |
| 2013 | 분노의 윤리학                    | 김수택                               |                | 박명랑                                         |
| 2013 | 변호인                           | 차동영                               |                | 양우석                                         |
| 2014 | 남자가 사랑할 때                 | 한영일                               |                | 한동욱                                         |
| 2014 | 신촌좀비만화                     | 담임                                 |                | 류승완, 한지승, 김태용                         |
| 2014 | 타짜: 신의 손                    | 장동식                               |                | 강형철                                         |
| 2015 | 살인캠프                         | 버스 기사                            |                | 이상빈                                         |
| 2015 | 무뢰한                           | 문기범                               |                | 오승욱                                         |
| 2015 | 조선마술사                       | 귀몰                                 |                | 김대승                                         |
| 2016 | 곡성                             | 전종구                               |                | 나홍진                                         |
| 2016 | 아수라                           | 김차인                               |                | 김성수                                         |
| 2017 | 특별시민                         | 심혁수                               |                | 박인제                                         |
| 2017 | 강철비                           | 곽철우                               |                | 양우석                                         |
| 2020 | 남산의 부장들                    | 박용각                               |                | 우민호                                         |
| 2020 | 강철비 2: 정상회담               | 박진우                               |                | 양우석                                         |
| 2020 | 국제수사                         | 홍병수                               | 작중 메인 남주 | 김봉한                                         |
| 2021 | CCTV                             | 촬영감독                             |                | 김홍익                                         |
| 2024 | 소방관                           | 진섭                                 |                | 곽경택                                         |

### 연극
- 《에드워드 본드의 리어》(2007년) - 탐, 노스공작 역
- 《바보각시》(2006년) - 파출소장 역
- 《그남자》(2007년) - 안지민 역
- 《리어왕》(2004년) - 에드거 역
- 《울 밑에선 봉선이야》(2004년)
- 《유랑극단》(2004년) - 극단장 역 외 다수
- 《서울시민 1919》(2003년)
- 《사명대사》(2003년) - 도쿠가와 이에야스 역
- 《시골선비 조남명》(2001년)
- 《햄릿》(2001년)

### 악극
- 《아름다운 남자》(2006년) - 김경손 역
- 《가인》(2005) - 광대 역
- 《사랑에 속고 돈에 울고》(2003) - 광호, 변사 역

### 뮤지컬
- 《David King David(다윗 왕)》(1999년) - 이스라엘 군 역

### 무용
- 《이랑 나비되어》(2003년) - 주기 역

## 예능 프로그램
- 2020년
  - SBS 《런닝맨》 - 게스트(516회, 2020년 8월 16일 방송분 출연)
  - MBC 《나 혼자 산다》 - 게스트(2020년 8월 15일 방송분 출연)

## 광고
- 2012년: SK텔레콤 - 명품 LTE '신호등'편
- 2015년: 삼성카드 - 삼성카드 6 v2 '실용 속풀이송'편(with 장수원, 라미란)
- 2015년: 카카오택시(with 문소리, 이하나, 박성웅)
- 2015년: SK텔레콤 - 이상하자(with 손호준)
- 2015년: SK텔레콤 - 스마트 빔 레이저
- 2015년: Supercell - 붐비치(with 성동일, 고창석, 이선균)
- 2016년: 롯데그룹 - 옴니쇼핑(with 염정아, 서강준, 이솜 등) ... 아빠 곽도원 역
- 2016년: 레쿠코리아 - 아수라
- 2016년: 부광약품 - 부광탁스
- 2020년: 신한은행 - MY자산
- 2021년~: 영화진흥위원회 - '무비매너'편
- 2021년~: 홍익플랜 - 입주명장
- 2021년~: 유주게임즈코리아 - 삼국지혼(with 최민식)
- 2021년~: 디지털 성범죄 근절 캠페인
- 2021년~: 카닥 - '사진촬영'편
- 2021년~: 카닥 - '주차장'편

## 홍보대사
- 2012년 경찰청 사이버 범죄예방 홍보대사
- 2014년 한국연극협회 행복디딤돌 홍보대사
- 2018년 제주도 홍보대사

## 수상 및 후보
| 연도 | 시상식                       | 부문                             | 작품          | 결과 |
| ---- | ---------------------------- | -------------------------------- | ------------- | ---- |
| 2012 | 제5회 코리아 드라마 어워즈   | 남자 우수연기상                  | 유령          | 수상 |
| 2012 | 제21회 부일영화상            | 남우조연상                       | 범죄와의 전쟁 | 후보 |
| 2012 | 제33회 청룡영화상            | 남우조연상                       | 범죄와의 전쟁 | 후보 |
| 2012 | SBS 연기대상                 | 드라마스페셜부문 남자 특별연기상 | 유령          | 수상 |
| 2014 | 제9회 맥스무비 최고의 영화상 | 최고의 남자조연배우상            | 변호인        | 수상 |
| 2014 | 제50회 백상예술대상          | 영화부문 남자 조연상             | 변호인        | 후보 |
| 2014 | 제23회 부일영화상            | 남우조연상                       | 변호인        | 수상 |
| 2014 | 제34회 한국영화평론가협회상  | 남우조연상                       | 변호인        | 수상 |
| 2014 | 제51회 대종상                | 남우조연상                       | 변호인        | 후보 |
| 2014 | 제35회 청룡영화상            | 남우조연상                       | 변호인        | 후보 |
| 2016 | 제25회 부일영화상            | 남우주연상                       | 곡성          | 후보 |
| 2016 | 제37회 청룡영화상            | 남우주연상                       | 곡성          | 후보 |
| 2016 | 제53회 대종상                | 남우주연상                       | 곡성          | 후보 |
| 2016 | 블루드구츠유케이호러어워즈   | 국제영화부문 남우주연상          | 곡성          | 수상 |
| 2016 | 제5회 스타의 밤 시상식       | 영화 톱스타상                    | 곡성          | 수상 |
| 2017 | 제53회 백상예술대상          | 영화부문 남자 최우수연기상       | 곡성          | 후보 |
| 2017 | 제22회 춘사영화상            | 남우주연상                       | 곡성          | 후보 |
| 2017 | 제37회 황금촬영상            | 연기대상                         | 곡성          | 수상 |
| 2017 | 제54회 대종상                | 남우조연상                       | 특별시민      | 후보 |